# Call of Juarez: Bound in Blood
Call of Juarez: Bound in Blood (Japans: コール・オブ・ファレス 血の絆) is een first-person shooter ontwikkeld door Techland. Het spel kwam in 2009 uit voor Windows, PlayStation 3 en de Xbox 360. Het is het tweede spel in de Call of Juarez-serie en is het vervolg van Call of Juarez en de voorloper van Call of Juarez: The Cartel. Het spel gaat over Ray en Thomas McCall tijdens de Amerikaanse burgeroorlog. De speler moet missies spelen en kan een van twee broers kiezen. De keuze heeft vaak invloed op het verloop van de missie.

## Hoofdpersonen
- Ray McCall : oudste broer, kan twee revolvers tegelijkertijd dragen.
- Thomas McCall : middelste broer, kan een revolver tegelijkertijd dragen, maar kan wel beter overweg met een geweer en shotgun
- William McCall : jongste broer waarmee niet gespeeld kan worden. Deze is priester en volgt de hoofdfiguren.
- Juan "Juarez" Mendoza : Mexicaanse bandietenleider
- Kolonel Barnsby : kolonel in de Amerikaanse burgeroorlog. Heeft beloofd Ray en Thomas te zullen opknopen wegens hun desertie.

## Ontvangst
Het spel werd overwegend positief ontvangen:
| Beoordeeld door       | Platform      | Datum            | Score |
| --------------------- | ------------- | ---------------- | ----- |
| GamesVault            | Windows       | 3 augustus 2009  | 100%  |
| PC Games (Duitsland)  | Windows       | 30 juni 2009     | 90%   |
| 411mania.com          | Windows       | 12 augustus 2009 | 85%   |
| Good Game             | Windows       | 13 juli 2009     | 85%   |
| XGN                   | PlayStation 3 | 6 juli 2009      | 84%   |
| Total PC Gaming       | Windows       | 30 juni 2009     | 82%   |
| TotalVideoGames (TVG) | Windows       | 3 juli 2009      | 80%   |
| IGN                   | PlayStation 3 | 1 juli 2009      | 75%   |
| InsideGamer           | PlayStation 3 | 7 juli 2009      | 75%   |
| GameSpy               | Xbox 360      | 30 juni 2009     | 60%   |

Call of Juarez · Bound in Blood · The Cartel · Gunslinger